# Notaris maerkeli
Notaris maerkeli är en skalbaggsart som först beskrevs av Karl Henrik Boheman 1843.  Notaris maerkeli ingår i släktet Notaris, och familjen vivlar. Arten har ej påträffats i Sverige.